# Charles V của Pháp
Charles V (21 tháng 1 năm 1338 – 16 tháng 11 năm 1380), còn được biết đến như Charles le Sage, là nhiếp chính trong khoảng 1356-1360 và đăng ngôi vua nước Pháp từ năm 1364 đến khi băng hà và là một thành viên của nhà Valois. Triều đại của ông cùng thời với cuộc Chiến tranh 100 năm chống người Anh của nước Pháp. Ông là con của Jean II và cha của Charles VI.
Charles V đã kiên trì với các điều khoản của Hiệp ước Calais năm 1347 với người Anh, và phản đối việc nhường quyền ở Aquitaine. Ban đầu, ông đã tập trung kiểm soát các cuộc chiến đấu tranh giành quyền lực với các vị nam tước và đối mặt với các băng nhóm thường hay cướp phá ở vùng nông thôn.
Rồi, cuộc chiến tranh 100 năm lại tiếp diễn, Charles đã tiến hành những cuộc giao tranh quy mô nhỏ và bắt đầu khai thác bóc lột lãnh thổ Anh. Ông khuyến khích huấn luyện quân sự, quy định thuế khóa, và thành lập một hệ thống gìn giữ quốc phòng. Ông cũng liên minh với Castilla, đất nước đã giúp ông xây dựng lực lượng hải quân Pháp. Ông chết năm 1380 ở tuổi 42 và được chôn cất tại Saint Denis Basilica.

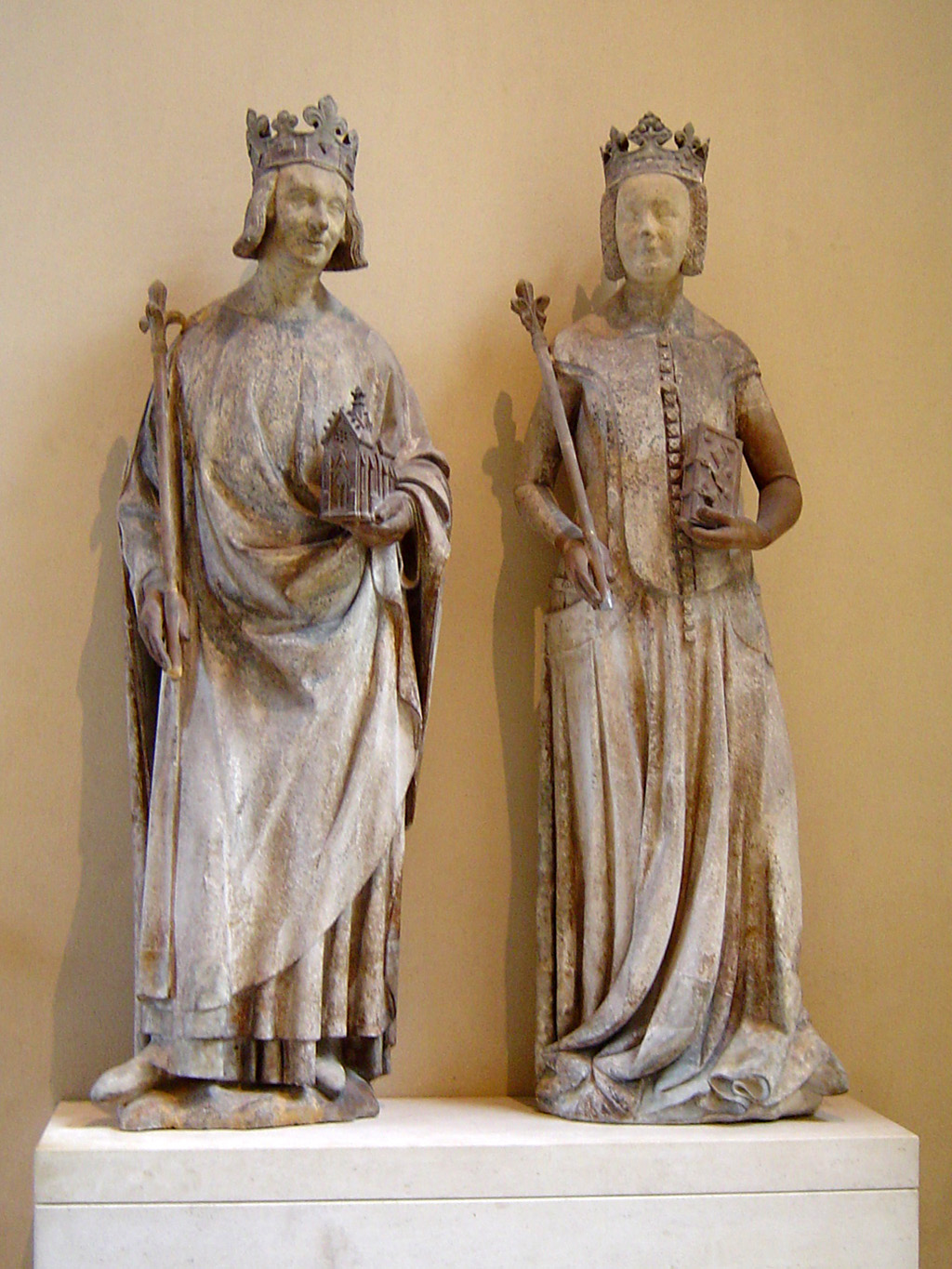
Charles và Hoàng hậu